# クリココスミア
クリココスミア（Cricocosmia）はカンブリア紀に生息していた脱皮動物の属の一つ。
Cricocosmia jinningensis 1種のみが知られる。澄江動物群の一つで、パラエオスコレクス類としては、中国南部の当時の累層から最もよく産出する種である。最大個体で長さ50mm、幅2.5mmほど。消化管には泥が詰まっており、内在性の堆積物食者だったと考えられる。